# John Steiner (Schauspieler)
John Steiner (* 7. Januar 1941 in Chester; † 31. Juli 2022 in La Quinta) war ein britischer Schauspieler.

## Leben
Steiner arbeitete nach seiner Schulausbildung bei der BBC, nahm Schauspielunterricht bei der Royal Academy of Dramatic Arts und spielte drei Jahre bei der Royal Shakespeare Company. Nach einer ersten Fernsehrolle in einer Folge von The Saint und seinem Kinodebüt bei Peter Brook kam er durch seine Rolle im Revolutionswestern Tepepa nach Italien, wo er seine Karriere verbrachte. Die scharfen Gesichtszüge des schlanken, groß gewachsenen Steiner legten ihn auf (allerdings interessante) Rollen als sadistische, zynische Bösewichte fest, so in zwei Wolfsblut-Filmen oder dem späten Italowestern Mannaja; auch in den Mitte der 1970er Jahre entstandenen, kontroversen Salon Kitty und Caligula war er zu sehen. Diesem Rollenschema konnte er erst in den 1980er Jahren manchmal entgehen, als er verstärkt in Action- und Horrorfilmen mitwirkte. 1991 beendete er seine Karriere und zog nach Südkalifornien, wo er als Immobilienmakler arbeitete. Er starb 2022 bei einem Verkehrsunfall.

## Filmografie
- 1967: Die Verfolgung und Ermordung Jean-Paul Marats dargestellt durch die Schauspielgruppe des Hospizes zu Charenton unter der Anleitung des Herrn de Sade (Marat/Sade)
- 1968: Auch Arbeit kann von Übel sein (Work is a Four Letter Word)
- 1968: Tepepa
- 1969: Zwölf plus eins (Una su 13)
- 1970: Alba pagana
- 1970: L'asino d'oro: processo per fatti strani contro Lucius Apuleius cittadino romano
- 1970: Incontro d'amore (Bali)
- 1970: Das Mädchen Julius (La ragazza di nome Giulio)
- 1971: El bosque del lobo
- 1971: Das Verfahren ist eingestellt: Vergessen Sie's! (L’istruttoria è chiuso: Dementichi)
- 1972: Knallt das Monstrum auf die Titelseite! (Sbatti il mostro in prima pagina)
- 1973: Auf verlorenem Posten (La polizia è al servizio del cittadino?)
- 1973: L'invenzione di Morel
- 1973: Die Sommerfrische (La villeggiatura)
- 1973: Tödlicher Irrtum (Rappressaglia)
- 1973: Wolfsblut (Zanna Bianca)
- 1974: Die Teufelsschlucht der wilden Wölfe (Il ritorno di Zanna Bianca)
- 1975: Il Cav. Costante Nicosia demoniaco, ovvero: Dracula in Brianza
- 1975: Ein Koffer aus Lausanne (Le guêpier)
- 1975: Ondata di piacere
- 1975: Salon Kitty
- 1975: Der Teufel in ihr (I Don't Want to be Born)
- 1975: L'ultimo giorno di scuola prima delle vacanze di Natale
- 1975: Verdammte, heilige Stadt (Roma violenta)
- 1976: Le deportate della sezione speciale SS
- 1976: The 44 Specialist (Mark colpisce ancora)
- 1976: Die letzte Rechnung schreibt der Tod (Milano violenta)
- 1976: Magnum 45 (È tanta paura)
- 1977: Antonio Gramsci – Die Jahre im Kerker (Antonio Gramsci: i giorni del carcere)
- 1977: Gangbuster (L'avvocato della mala)
- 1977: La malavita attacca. La polizia risponde.
- 1977: Mannaja – Das Beil des Todes (Mannaja)
- 1977: Shock
- 1977: Von Buttiglione Sturmtruppenführer
- 1978: Anklage: Mord (L’amour en question)
- 1978: IL prigionero (Fernsehfilm)
- 1979: Goodbye und Amen (Goodbye & amen)
- 1979: Caligula (Caligola)
- 1979: Der kleine Archimedes (Il piccolo Archimede)
- 1980: Jäger der Apokalypse (L’ultimo cacciatore)
- 1980: Sodom 2000 (Action)
- 1980: Ein Turbo räumt den Highway auf (Car Crash)
- 1981: Kennwort: Salamander (The Salamander)
- 1982: Fluch des verborgenen Schatzes (I cacciatori del cobra d'oro)
- 1982: Tenebrae (Tenebre)
- 1983: Einer gegen das Imperium (Il mondo di Yor)
- 1983: Mystère (Misterio)
- 1983: Die Überlebenden der Totenstadt (I sopravvisuti della città morta)
- 1984: Un caso d'incoscienza (Fernsehfilm)
- 1984: Cut and Run (Inferno in diretta)
- 1984: I due carabinieri
- 1985: A.D. – Anno Domini (A.D.) (Miniserie)
- 1985: Kommando Leopard
- 1985: Leidenschaften (Interno berlinese)
- 1986: Body Count – Die Mathematik des Schreckens (Camping del terrore)
- 1986: Die Rückkehr der Wildgänse (Cobra Mission)
- 1986: Reich und gnadenlos (Notte d’estate con profilo greco, occhi a mandorla e odore di basilico)
- 1986: Troppo forte
- 1986: Flash Fighter (Lone Runner)
- 1987: Julia und Julia (Giulia e Giulia)
- 1987: Portami la luna (Fernsehfilm)
- 1987: Shark – Stunde der Entscheidung (La notte degli squali)
- 1987: Striker
- 1988: Appuntamento a Liverpool
- 1988: Jack Clementi – Anruf genügt…: Strahlen des Todes (Big Man: Boomerang) (Fernsehfilm)
- 1988: Der Commander
- 1989: Sindbad, Herr der sieben Meere (Sinbad of the Seven Seas)
- 1989: Spiel mit dem Tod (Gioco al massacro)
- 1991: Michelangelo – Genie und Leidenschaft (A Season of Giants) (Miniserie)
- 1991: Paprika – Ein Leben für die Liebe (Paprika)